# Последњи случајеви госпођице Марпл и још две приче
Последњи случајеви госпођице Марпл и још две приче (енгл. Miss Marple's Final Cases and Two Other Stories) је збирка кратких прича коју је написала Агата Кристи. Књига је први пут објављена у Уједињеном Краљевство од стране издавача Колинс Крајм Клаб у октобру 1979. године и продавана је по цени од 4,5 фунте. Ово је последња књига Агате Кристи која је објављена од стране издавача Колинс Крајм Клаб.
Књига садржи осам кратких прича, шест са госпођицом Марпл и две друге приче. Књига испрва није издана у Сједињеним Државама јер је већина прича објављена раније у часописима у САД.
Године 2010. објављена је аудио варијанта књиге у издању Киндла и у њој је било свих шест прича о госпођици Марпл из књиге и плус кратка прича Гриншоов павиљон.
Неколико прича из књиге адаптирано је у епизоде емитоване на програму Радија BBC 4.

## Списак прича

### Светилиште
Крпица задубљена у своје цветне аранжмане за цркву оставља хризантеме када је видела човека срушеног на степеницама припрате како умире. Човек изговара „Светилиште“ и промрмљава још нешто што није могла да разазна. Нико у намесништву не разуме на шта је он мислио и ништа није могло да се учини да би се спречила његова смрт. Али када је његова родбина дошла да покупи наследство, Крпица није могла да избаци његове речи из главе. Ко је овај човек и шта значи реч „светилиште“?
Прича "Светилиште" је такође објављена у збирци прича Двоструки грех и друге приче.

### Необична доскочица
Током пријема који је организовала пријатељица госпођице Марпл Џејн Хелијер, госпођици Марпл прилази млади пар коме је потребна њена помоћ. Пару је ујак обећао да ће када он умре они наследити велико богатство. Ипак, када је ујак умро, оставио им је писмо у којем им је рекао да је њихово наследство скривено. Пар позива госпођицу Марпл у своју породичну кућу. Она покушава да разјасни загонетку и помогне овом пару да пронађе своју срећу.
Прича "Необична доскочица" је такође објављена у збирци прича Три слепа миша и друге приче.

### Убиство по мери
Госпођица Марпл је позвана као сведок карактера господина Спенлоа који је оптужен за убиство своје жене. Изгледа да господин Спенло није погођен губитком своје жене. Уз помоћ свог пријатеља пуковника Мелчета и неповерљивог инспектора Слека, госпођица Марпл тражи истину о томе ко је заиста убио госпођу Спенло. Хоће ли човек за кога госпођица Марпл сматра да је невин бити обешен за злочин?
Прича "Убиство по мери" је такође објављена у збирци прича Три слепа миша и друге приче.

### Случај пазикуће
Доктор Хејдок, лекар опште праксе у малом селу Сент Мери Мид, нада се да ће развеселити госпођицу Марпл док се опоравља од грипа. Он сматра да је најбоље решење да јој се зада проблем који ће заокупити њен ум, а не тело. Он одлучује да затражи њену помоћ у решавању убиства јер постоји бољи начин да одржи расположење него да пронађе убицу. Хари Лекстон, ђаволски згодан син и црна овца, поправио се и вратио се у дом из детињства са својом новом женом да започне живот. Међутим, сељани не могу да престану да причају о Харијевој прошлости и бар једна особа не може да му опрости што је срушио стару кућу. Када је Харијева нова жена неочекивано умрла, питање је да ли је то урадила вештица или неко са мрачнијим плановима?
Прича "Случај пазикуће" је такође објављена у збирци прича Три слепа миша и друге приче.

### Случај савршене служавке
Госпођица Марпл поново прискаче у помоћ инспектору Слеку. Сестре Скинер су загонетка за село. Док једна сестра лежи у постељи и пати од тајанствене болести, друга се сналази за све што јој треба. Онда су сестре дале отказ својој служавки Гледис, тврдећи да је лопов, али су ствари наставиле да нестају. Сада је савршена собарица дошла да је замени, али када је и савршена собарица нестала, ко може да помогне у решавању злочина?
Прича "Случај савршене служавке" је такође објављена у збирци прича Три слепа миша и друге приче.

### Госпођица Марпл прича причу
Госпођица Марпл приповеда како је решила (а да није мрдала из своје фотеље) наизглед немогуће убиство.
Прича "Госпођица Марпл прича причу" је такође објављена у збирци прича Загонетка на регати.

### Кројачицина лутка
Алиша Кумб води свој веома паметни кројачки посao уз помоћ своје младе помоћнице Сибил. Једног дана им се у радњи појавила лутка — флопи, дугонога лутка која седи на најбољој софи. Али одакле је дошла и зашто изгледа их гледа?
Прича "Кројачицина лутка" је такође објављена у збирци прича Двоструки грех и друге приче.

### Мрачна слика у огледалу
Човек је сведок убиства младе девојке, а све је видео у огледалу у спаваћој соби. Несигуран да ли је то било стварно, он се бори сам са собом око тога да проговори о овом ужасном злочину. Хоће ли мислити да је будала или ће он спасити живот?
Прича "Мрачна слика у огледало" позива на натприродно. Наслов приче алудира на фразу „Кроз тамно стакло“ коју је апостол Павле употребио да опише како тренутно гледамо на свет.
Прича "Мрачна слика у огледало" је такође објављена у збирци прича Загонетка регате.

## Књижевни значај и пријем
Роберт Барнард: "Постхумна збирка која садржи неколико добрих Марплиних случајева који су раније били доступне само у Сједињеним Државама. Такође садржи и две натприродне приче за које Кристијева није имала стилска средства да их успешно изведе."

## Прилагођавања

### Радио
Приче Убиство по мери, Случај савршене служавке и Светилиште су прилагођене као епизоде радио-драме ББЦ Радија 4 Последњи случајеви госпођице Марпл у којој је глумила Џун Витфилд као госпођица Марпл и коју је драматизовала Џој Вилкинсон. Поред тога, радњу приче Случај пазикуће помиње лик Рејмонд Вест, сестрић госпођице Марпл, у епизоди Случај савршене служавке.

### Телевизија
Приче Необична доскочица, Случај савршене служавке и Убиство по мери екранизоване су као епизоде јапанске анимиране телевизијске серије Велики детективи Поароа и Марплова 2004.